# Aj II.
Aj II. nebo také Aje II. (zastarale též Eje, angl. Ay, Aya, Aja, něm. Eje, v publikacích se většinou píše bez řadové číslovky!), řecky Acherres, byl předposledním (třináctým) panovníkem 18. dynastie ve starověkém Egyptě v období Nové říše.
Původním jménem (tzv. nomen) se jmenoval: „Aj“. Později mu byl udělen titul „Božský otec“, díky němuž se v egyptštině psal jako: „Iti Neczer Aj“ (příp. „It netjer Ay“ atp.), tedy: „Božský otec Aj“. Jeho celé královské trůnní jméno (tzv. prenomen) znělo: „Chepercheperure, iri Maat“, což se dá přeložit jako: „Věčné jsou projevy R(e)a, který dělá, co je správné“. Toto jméno se obvykle zkracuje na pouhé: „Chepercheperure“, což překládáme přibližně jako: „Věčné jsou projevy R(e)a“. Pod tímto jménem byl Aj oficiálně znám svému lidu či cizím státům.
Aj byl nástupcem mladičkého faraona Tutanchamona, za kterého – s pomocí generála Haremheba – v době jeho nezletilosti již spoluvládl jako jeden z regentů.
Ajova vláda (dlouhá minimálně 3 roky a maximálně 4 roky, většina egyptologů ji označuje za necelou či zhruba 4letou; poměrně často chybující staroegyptský historik Manéthó/Manehto pak uvedl 4 roky a 1 měsíc), za níž pokračoval ústup od radikálních reforem faraona Amenhotepa IV./Achnatona, uzavřela kontroverzní Amarnské období.
Aj II. panoval dle novějších propočtů českých egyptologů přibližně v letech 1329–1325 př. n. l. nebo 1318–1314 př. n. l.  či popř. 1318–1315 př. n. l. Vedle těchto údajů můžeme najít i další přibližná data vlády, vztahující se např. k letům: 1352–1348, 1339–1335, 1337–1333, 1327–1323, 1325–1321 či 1323–1319 př. n. l.
Ajovým nástupcem se stal zmíněný Haremheb (angl. Horemheb, něm. Haremhab).

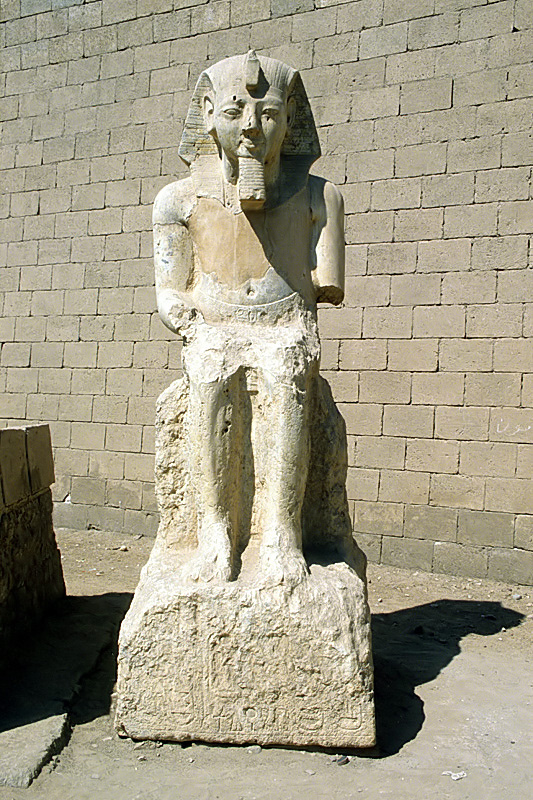
Jedno z mála vypodobnění Aje II. jako faraona. Sochu si později přisvojil Ramesse II., který ničil a zahlazoval památky na osobnosti amarnského období, k nímž Aj přináležel. Socha se nachází v Achmínu, k němuž měl Aj blízké vazby.

|                         |   |       |   |    |   |   |
| \| \| \| \| \| \| \| \| |   |       |   |    |   |   |
|                         |   |       |   |    |   |   |
| nTr                     | i | t · f | i | A2 | i | i |

| nTr | i | t · f | i | A2 | i | i |

|                         |   |       |   |    |   |   |
| \| \| \| \| \| \| \| \| |   |       |   |    |   |   |
|                         |   |       |   |    |   |   |
| nTr                     | i | t · f | i | A2 | i | i |

| nTr | i | t · f | i | A2 | i | i |

|                         |   |       |   |    |   |   |
| \| \| \| \| \| \| \| \| |   |       |   |    |   |   |
|                         |   |       |   |    |   |   |
| nTr                     | i | t · f | i | A2 | i | i |

| nTr | i | t · f | i | A2 | i | i |

|                         |   |       |   |    |   |   |
| \| \| \| \| \| \| \| \| |   |       |   |    |   |   |
|                         |   |       |   |    |   |   |
| nTr                     | i | t · f | i | A2 | i | i |

| nTr | i | t · f | i | A2 | i | i |

|                |     |     |                |
| \| \| \| \| \| |     |     |                |
|                |     |     |                |
| ra             | xpr | xpr | Z2 · D4 · Aa11 |

| ra | xpr | xpr | Z2 · D4 · Aa11 |

|                |     |     |                |
| \| \| \| \| \| |     |     |                |
|                |     |     |                |
| ra             | xpr | xpr | Z2 · D4 · Aa11 |

| ra | xpr | xpr | Z2 · D4 · Aa11 |

|                |     |     |                |
| \| \| \| \| \| |     |     |                |
|                |     |     |                |
| ra             | xpr | xpr | Z2 · D4 · Aa11 |

| ra | xpr | xpr | Z2 · D4 · Aa11 |

|                |     |     |                |
| \| \| \| \| \| |     |     |                |
|                |     |     |                |
| ra             | xpr | xpr | Z2 · D4 · Aa11 |

| ra | xpr | xpr | Z2 · D4 · Aa11 |

## Ajův původ a jeho rodina
Aj pocházel z hornoegyptského Ipu (řec. Chemmis či Panopolis), tj. z dnešního Achmínu, ležícího asi 470 km jižně od Káhiry. Zde zřejmě začal svou úřední a kněžskou kariéru, než se objevil za vlády Amenhotepa III. na dvoře v Thébách (eg. Veset/Vaset, dnes Luxor) a později v Achetatonu (tj. v  dnešní El Amarně).

### Rodiče a sourozenci

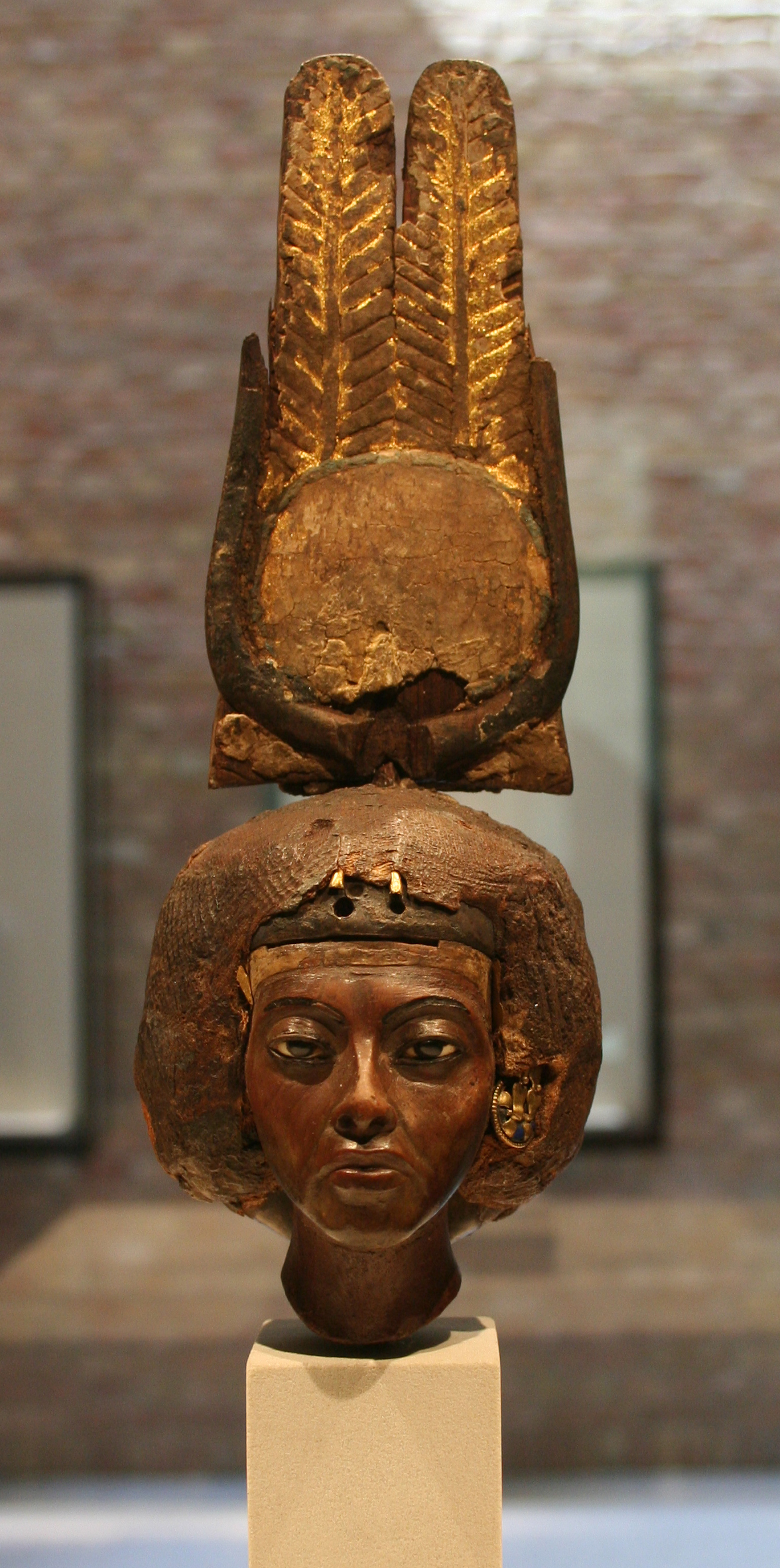
Hlava (pravděpodobné) Ajeho sestry – proslulé královny Teje. Žena je zde vypodobněna již ve starším věku. Dřevěná skulptura. (Egyptské muzeum, Berlín).

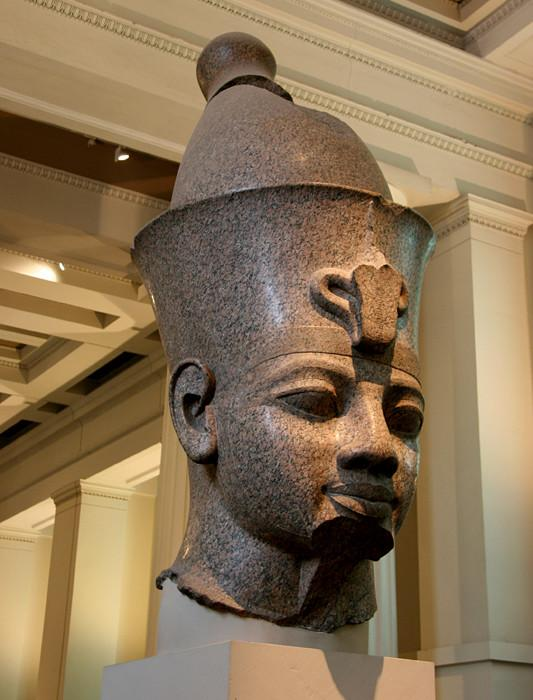
Hlava kolosální granitové sochy (pravděpodobného) Ajeho švagra – faraona Amenhotepa III. (Britské muzeum, Londýn).

Podle současných, ponejvíce přijímaných poznatků, byl bratrem mocné „velké královské manželky“ – královny Teje, choti faraona Amenhotepa III., který se pokládá (byť s výhradami) za jednoho z posledních velkých představitelů 18. dynastie. Jeho sestra nepochybně přispěla k rozvoji jeho kariéry, neboť měla vlivné slovo nejen u dvora manžela, ale především u svého druhorozeného syna Amenhotepa IV., pozdějšího tzv. kacířského faraona Achnatona, který byl tedy Ajeho synovcem.
Poněvadž bezpečně známe Tejiny rodiče – Juju (Yua, Yuya, Aua atp.) a paní Cuji (Thuaie, Thua, Thuya, Tuja atp.), jejichž bohatě vybavená hrobka KV 46 v Údolí králů s jejich neporušenými mumiemi byla nalezena již roku 1905, známe tedy i Ajeho rodiče.
Ti vedle Teje a Ajeho měli bezpečně také syna Aanena (Anen, Inen, Onen atp.), kněze boha Amona a Re-Atuma.

### (Pravděpodobný) otec Juja

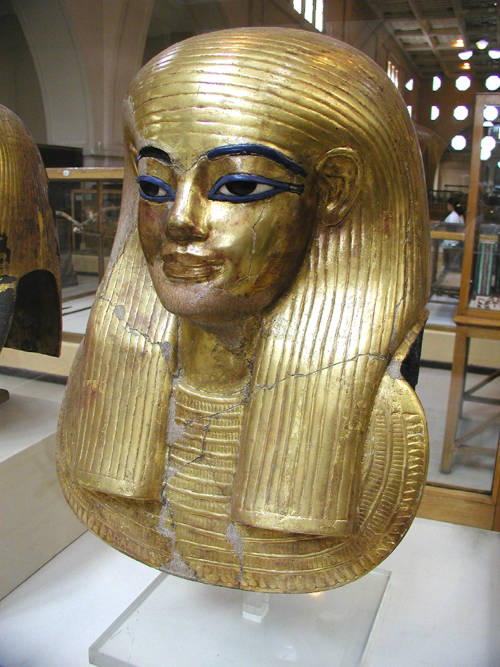
Zlatá pohřební maska (pravděpodobného) Ajeho otce Juje. (Egyptské muzeum, Káhira).

Ajův (pravděpodobný) otec Juja byl provinčním úředníkem, intendantem faraonových vojenských stájí, vojenským velitelem (velel vozatajstvu) a knězem boha Mina v hornoegyptském Ipu (dnešním Achmínu). Občas se dočteme, že je možné, že pocházel prapůvodně z Asie (usuzuje se dle znaků jeho skvěle zachované mumie) a snad do Egypta přišel jako internovaný princ-rukojmí. Tato informace ale prozatím zůstává jen teorií, bez opory v pramenech či jiných nálezech.
Juja – jako tchán Amenhotepa III. a jako vysoký kněz - obdržel titul: „Božský otec“, jenž dle všeobecného přesvědčení egyptologů vyjadřoval především postavení tchána „božského“ faraona. Tento titul získal později i samotný Aj, což je jeden z důvodů, proč egyptologové usuzují, že byl otcem královny Nefertiti.
Juja byl – dle své skvěle zachovalé mumie – mužem mohutné postavy a značné fyzické síly. Je tedy velmi možné, že podobně mohl vyhlížet i jeho syn Aj. Přesně by odpověděla Ajeho mumie, ta však zatím nebyla objevena.

### (Pravděpodobná) matka Cuja

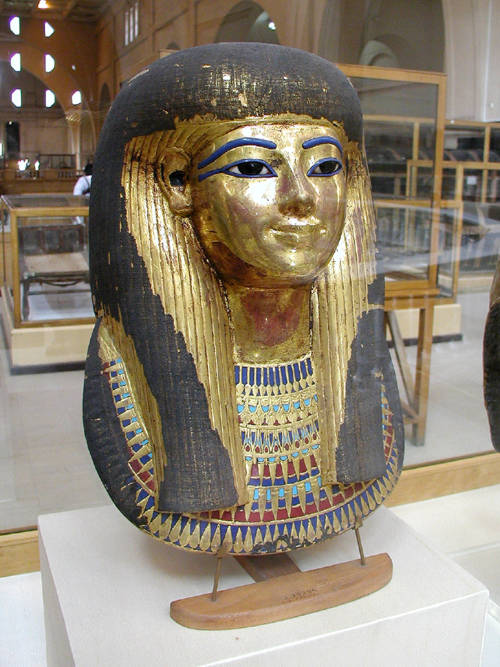
Zlatá pohřební maska (pravděpodobné) Ajovy matky Cuje. (Egyptské muzeum, Káhira).

Ajova (pravděpodobná) matka Cuja byla původně kněžkou boha Mina, Amona, a bohyně Hathor. V Ipu vystupovala jako představená (eg. šepset, tedy velekněžka) Minova harému v Ipu.

### Shrnutí
Z výše uvedeného vyplývá, že Aj pocházel z vlivné kněžské a úřednické rodiny z dnešního Achmínu, která byla počítána k (aristokratické) elitě tehdejší společnosti. Ajeho rodina byla v blízkém příbuzenském poměru k 18. dynastii, a i proto se dlouhodobě objevovala u panovnického dvora, kde žila v těsné blízkosti královského rodu.

## Ajeho manželky a děti
Aj byl několikrát ženat. Je pravděpodobné, že měl minimálně tři významnější manželky a několik dětí.

### První choť a (pravděpodobná) dcera – královna Nefertiti

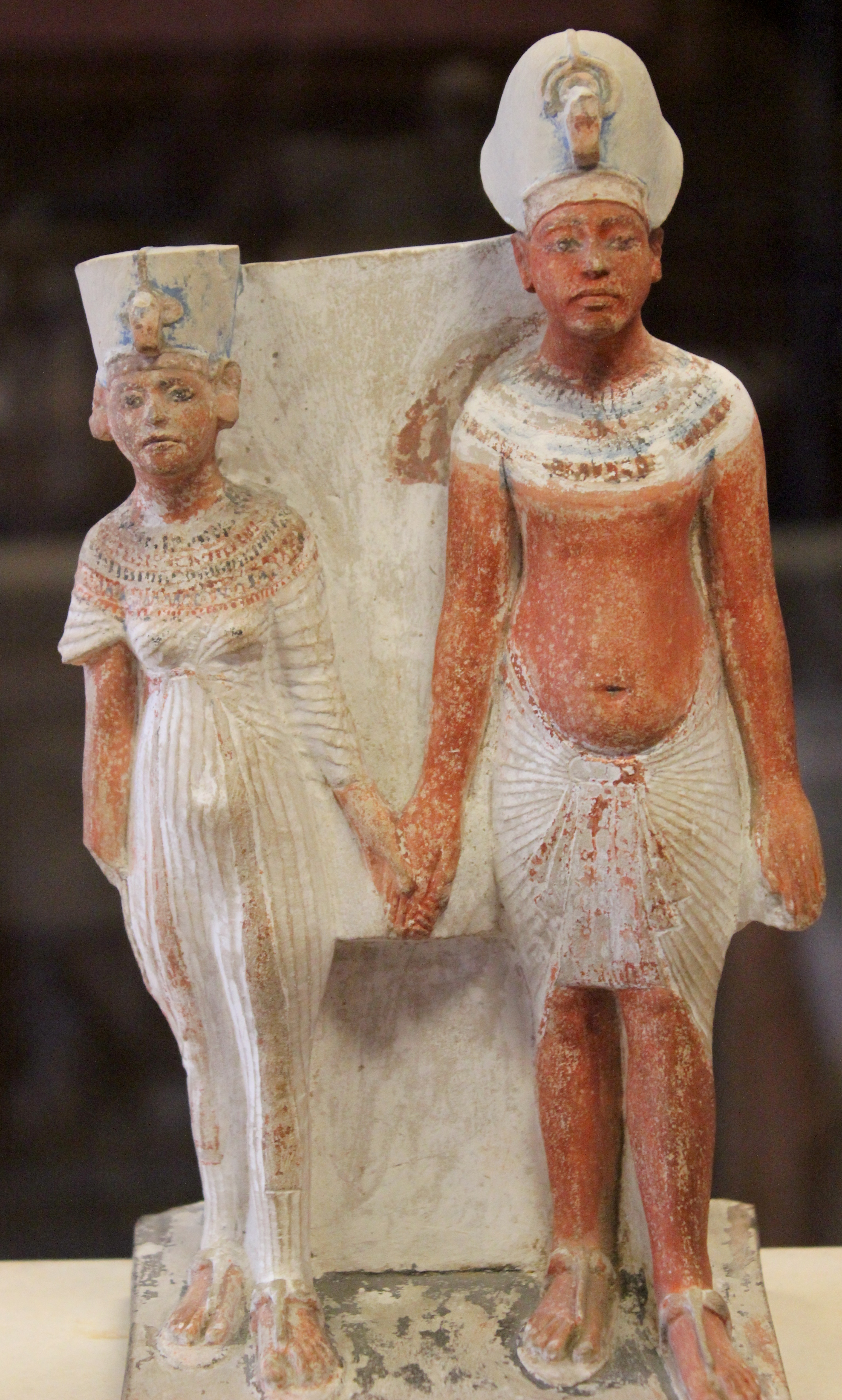
Vápencové sousoší Ajeho (pravděpodobné) dcery – hlavní královny Nefertiti a jejího manžela Amenhotepa IV./Achnatona. (Louvre, Paříž).

Podle dnes všeobecně přijímaných vědeckých úsudků měl s neznámou (první?) chotí zřejmě dceru – královnu Nefertiti. Ta byla velkou královskou manželkou a oblíbenou chotí Amenhotepa IV./Achnatona, jenž byl (jak je již známo) Ajeho synovcem.
Spolu s Achnatonem se královna (dle předpokladů a zjištění badatelů) výrazně podílela na manželových náboženských reformách i na samotné vládě. Svému choti nedala syna, zato mu povila 6 dcer. Mezi těmito dcerami vynikly dvě: princezna Meritaton, která se stala chotí Achnatonova nástupce Smenchkareho, a především princezna Anchesenpaaton/Anchesenamon, která se stala manželkou Tutanchatona/Tutanchamona (tj. svého polorodého neboli polovičního bratra) a po jeho skonu se stala i formální manželkou svého (pravděpodobného) dědečka – Aje II.(O tom viz níže.)
Není zcela jasné, kdy Nefertiti zesnula. Většinou se předpokládá, že mohla zemřít na sklonku vlády Achnatona. Egyptolog Philipp Vandenberg a další badatelé však mají stále za to, že na onen svět odešla až po manželově (nedořešené a záhadné) smrti. Tato teorie však není dosud potvrzena, ani zcela vyvrácena.

### Druhá choť – paní Tej a (pravděpodobná) dcera - královna Mutnedžemet
S jistotou pak z Ajeho manželek známe paní Tej (Teje, Tey, Tija, Tije atp.), jež se stala jeho chotí až v jeho středním věku a po nástupu Aje na trůn se stala egyptskou královnou s titulem „velká královská manželka“, „paní Obou zemí“ či „vládkyně Horního a Dolního Egypta“. Pohřbená byla zřejmě vedle svého manžela v Údolí králů, ale její mumie se nenašla. Dle názoru historičky Joyce Tyldesley by snad jejími ostatky mohly být rozptýlené ženské kosti, nalezené kolem Ajovy hrobky.
Pozdější královna Tej byla původně chůvou a kojnou královny Nefertity. Jistě ale nebyla Nefertitinou matkou, mohla ale být matkou (mladší) Ajovy dcery Mutnedžemet (Mutnežmet, Mutbenret, Mutnodjemet, Moutnedjemet, Benremut atp., její jméno znamená: „Příjemná, sladká či milá Mut“ a symbolizovalo mj. tuto zmíněnou bohyni a její postavení „Nebeské matky“). Hypotéza o spojení s Ajem je dnes zpravidla přijímanou (svědčí pro ni i odhadovaný věk princezny v době svazku s faraonem Haremhebem i odhadovaný věk v době jejího těhotenství, viz níže). Přesto ale tuto dceru mohl mít Aj teoreticky i s první neznámou chotí, se kterou zplodil Nefertiti, to je ale spíše méně pravděpodobné.
Ajova dcera Mutnedžemet je většinou egyptologů ztotožňována se stejnojmennou (druhou známou) chotí Ajova spolupracovníka a nástupce – faraona Haremheba, za něhož se provdala snad již před jeho nástupem na trůn (jistotu sice nemáme, ale jde o pravděpodobnější hypotézu). Mutnedžemet nosila nejen titul „velké královské manželky“ či „velké dědičné princezny“, ale (již před nástupem chotě na trůn, v době Nefertiti) též titul „sestra velké královské manželky“.
První její titul byl v Egyptě obvykle vyhrazen dcerám faraonů či dalším členkám dynastie, popř. nejvyšším egyptským aristokratkám, což ukazuje na její královský původ či původ z bezprostředního okolí 18. dynastie. Fakt původu z královského rodu pak potvrzuje její zmíněný titul princezny. Jméno Mutnedžemet se navíc nevyskytuje mezi dcerami předchozího faraona Amenhotepa IV/Achnatona (a jelikož jeho dva nástupci nepřipadají za otce v úvahu), je toto zjištění dalším (nepřímým) důkazem, že byla Ajovou dcerou. Poslední třetí titul též přesvědčivě dosvědčuje její příbuzenství s tehdejší hlavní královnou Nefertiti, která je pokládána (jak již výše naznačeno) též za Ajovu dceru.
Mutnedžemet zemřela ve středním věku (dle všeho někdy po 40. roce života), zřejmě při potratu či při nešťastném porodu, nejspíše mezi 13. až 15 rokem vlády svého manžela. (Egyptoložka Joyce Tyldesley uvádí 14. až 15. rok, jiní – jako Christian Jacq – spíše soudí na 13. rok). Královna byla pohřbena i s tělem deformovaného novorozence či plodu (tj. se svým dítětem) v severoegyptské Sakkáře, v původní hrobce Haremheba, vybudované před jeho nástupem na trůn. Její mumie byla sice nalezena, ale opět byla ztracena.
S její smrtí vyhasl zřejmě poslední blízký příbuzný (nepřímý člen) 18. dynastie. Haremheb nakonec zůstal bez vlastního dědice, čímž se otevřela cesta k trůnu 19. dynastii.

### (Pravděpodobný) syn – důstojník Nachtmin

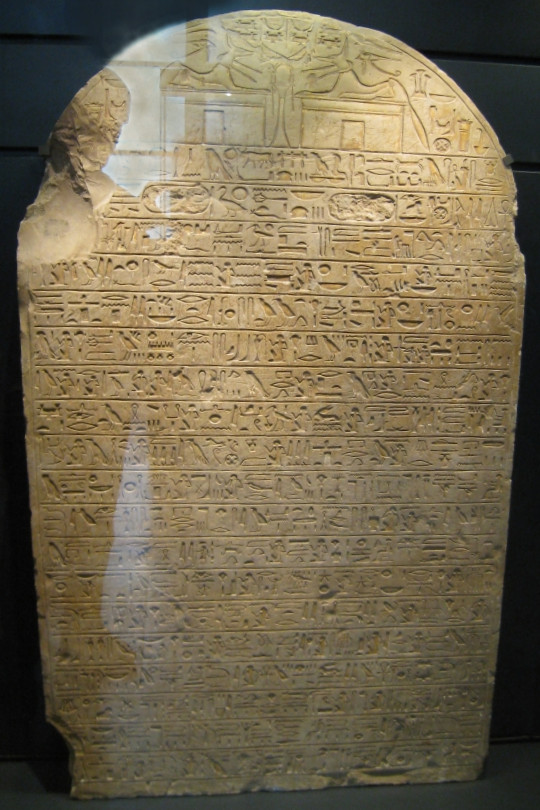
Kamenná stéla prince Nachtmina. (Louvre, Paříž)

Za Ajova jediného známého syna je pokládán Nachtmin, vysoký armádní důstojník. (Egyptolog Jacobus van Dijk ho má za vnuka, což je ovšem ojedinělým tvrzením). V jeho jméně je obsažen bůh Min (symbolizující lidskou, zvířecí a vegetační plodivou sílu) jehož sídlem kultu byl v Nové říši především Achmín. (I to je jedním z vodítek, pomocí něhož historici usuzují na jeho příbuznost k Aji, jenž z Achmínu pocházel.)
Nachtmin nosil tituly: „královský syn“ (či „syn krále (z jeho vlastního těla)“), „královský písař“, „velitel vojska“ a snad i „místokrál Kuše“ (tj. Núbie). Byl ženat, ale o jeho rodině se nic neví. Z Nachtminova titulu královského syna a z dalších skutečností (viz též v 1. odstavci této pasáže) se předpokládá, že byl Ajeho synem, a že se současně dožil otcovy vlády. Zdá se, že byl jmenován otcovým nástupcem, ale pak zřejmě předčasně zemřel nebo se po otcově skonu v zemi neprosadil a podlehnul generálu Haremhebovi. Pravděpodobnější verzí se jeví ta prvně naznačená.

### Poslední choť – královna vdova Anchesenamon
Za poslední choť Ajeho se považuje Tutanchamonova vdova (a zřejmě i jeho vnučka) královna Anchesenamon. S ní se nepochybně formálně oženil v době nástupu na trůn, aby mohl na trůn – dle egyptských zákonů – legitimně nastoupit. Aj byl sice blízkým příbuzným královského rodu, ale v těle mu královská krev neproudila, proto bylo nutné tento problém vyřešit skrze sňatek. Anchesenamon byla totiž nejen „velkou královskou manželkou“ zesnulého Tutanchamona, ale především „velkou dědičnou princeznou“ Egypta. Na zemi měla tedy dědický nárok jako nejstarší žijící dcera faraona Amenhotepa IV./Achnatona a jeho hlavní královské manželky Nefertiti. Poněvadž byla dcerou krále a hlavní královské choti, měla větší dědické nároky než jiní případní uchazeči. Svazek Aje s královskou vdovou dosvědčuje mj. zachovalý zlatý prsten se společnými kartušemi. Není ale zcela zřejmé, zda se stala „velkou královskou manželkou“ Aje, neboť tou byla v ten čas Ajova choť – královna Tej.

## Vlivným dvořanem čtyř faraonů

### Aj za vlády Amenhotepů

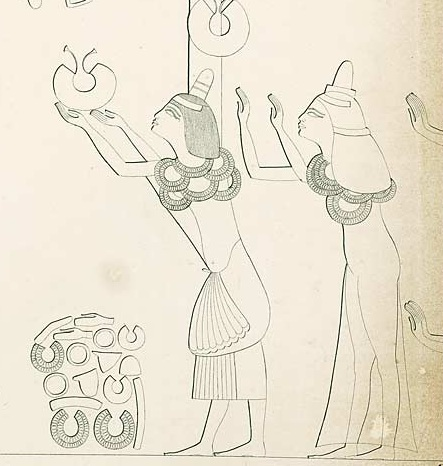
Aj se svou chotí Tejí přijímají zlaté náhrdelníky od faraona Achnatona a jeho choti Nefertiti. Lepsiusova rytina dle originálního vypodobnění v Ajově původní hrobce č. 25 v Achetatonu (dnešní El Amarně), polovina 19. stol.

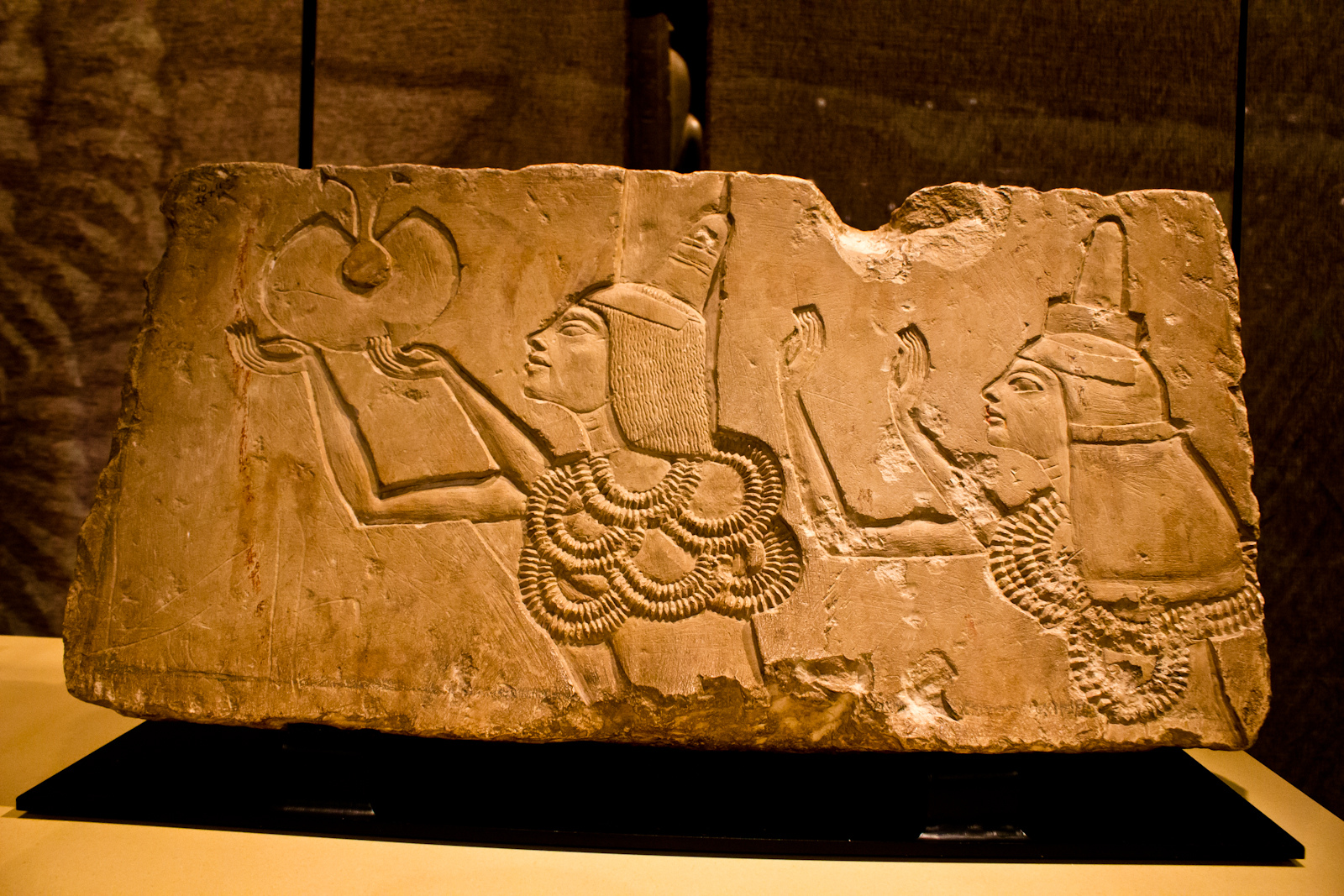
Detail z předchozího obrázku. Aj s manželkou Tejí přijímají dary od panovnického páru. Vápencový reliéf z Ajovy původní hrobky v Achetatonu (dnešní El Amarně). Foto z výstavy o faraonovi Tutanchamonovi. (Pacific Science Center, Seattle, stát Washington, USA, květen 2012).

Aj začal svou významnou kariéru již za Amenhotepa III. a své postavení posílil za faraonova nástupce Amenhotepa IV./Achnatona, jehož byl snad vychovatelem. I v jeho době Aj zastával významné postavení dvořana, úředníka (písaře), ale i vojenského velitele a velekněze, na což odkazuje i jeho prapůvodní okázalá hrobka u Achnatonova sídelního města Achetatonu s rozsáhlými texty o Atonovi.
V Achetatonu žil Aj se svou chotí Tejí, což dokládají jejich vypodobnění, zhotovená v tzv. amarnském stylu. Z tohoto období existuje pěkné zpodobnění Aje a Teje, jak z rukou královského páru přijímají darem zlaté náhrdelníky (viz obrázek). V době vlády Achnatona byl Aj zajisté i spoluautorem jeho nábožensko-politických reforem, které se ovšem později snažil vykořenit a zlikvidovat.
Za Achnatonovy vlády držel titul „Boží otec“, neboli „Otec Boha“, jenž vyjadřoval jeho vysoké postavení a příbuzenství s panovníkem. Vedle toho získal i další tituly, kterými byly např.: „nosič vějíře po pravici krále“, „správce všech koní pána Obou zemí“, „pravý královský písař“, „velitel lučištníků“ (tj. válečných vozů) atd.

### Aj za vlády Smenchkareho
Během pozdější vlády faraona Smenchkareho měl Aj zřejmě nemalý vliv na tohoto téměř neznámého vládce, který byl po zhruba tři až čtyři roky egyptským panovníkem a chotěm Nefertitiny dcery Meritaton. Smenchkare byl nejprve spolukrálem Achnatona a později vládl krátce sám. Většinou se soudí, že šlo o Achnatonova syna ze vztahu s neznámou ženou. Méně často se objevuje (starší) idea, že šlo o Achnatonova bratra. Existuje však i opodstatněná teorie, že pod jménem Smenchkare se skrývala Achnatonova choť – Nefertiti, tedy Ajeho pravděpodobná dcera.
Vedle toho se objevuje i méně prezentovaná teorie, že pod jménem Smenchkare se dokonce skrývají dva panovníci! Nejprve Smenchkare – muž a po jeho smrti Smenchkare – žena faraonka, která přijmula Smenchkareovo trůnní jméno. Touto ženou by mohla být opět Nefertiti nebo spíše její a Achnatonova starší dcera Meritaton, manželka předchozího monarchy.
Ať tak či jinak, byl Smenchkare zřejmě blízkým Ajeho příbuzným a Aj měl nadále silný vliv u jeho dvora.

### Aj vezírem faraona Tutanchatona/Tutanchamona a jeho vztah s vojevůdcem Haremhebem

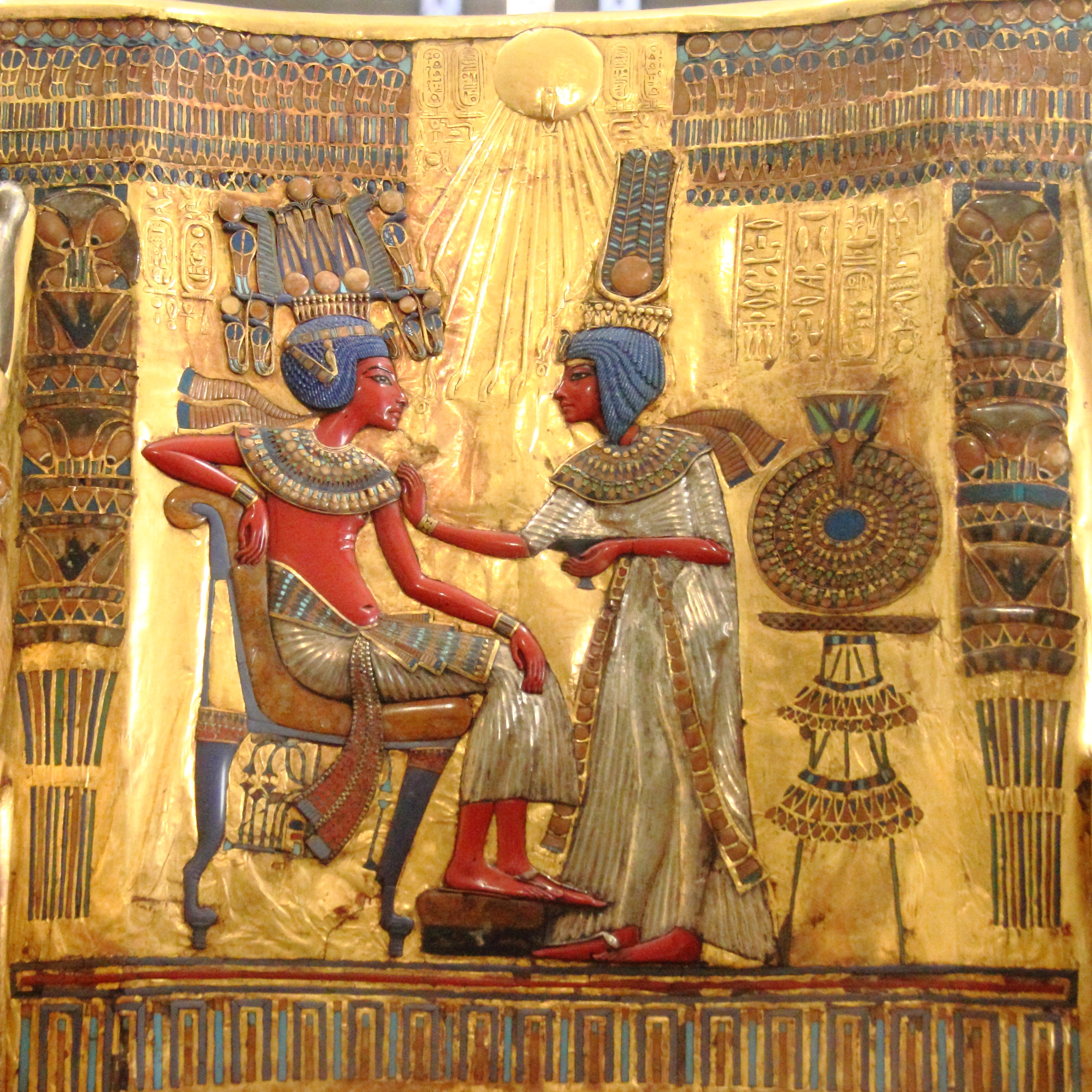
Ajeho svěřenec a předchůdce na trůnu Tutanchamon s královnou Anchesenamon, pravděpodobnou Ajeho vnučkou a zároveň jeho poslední chotí. Reliéf z Tutanchamonova zlatého trůnu, nalezeného r. 1922 v jeho hrobce. (Egyptské muzeum, Káhira).

Také za (cca 10letého) panování nástupce těchto dvou faraonů – mladičkého Tutanchatona/Tutanchamona – si Aj zachoval svou pozici jednoho z nejmocnějších dvořanů, jak přesvědčivě dosvědčují i některé jeho tituly, mezi nimiž vyniká: „nosič vějíře“ a především „králův důvěrník v celé zemi“. Spolu s již zmíněným generálem, právníkem, písařem a vlivným dvořanem Haremhebem (jenž byl ovšem dlouhodobě zaneprázdňován bojem s cizími nepřáteli) byl hlavním mužem dvora. Oběma řídícím úředníkům pak dlouhodobě pomáhal správce pokladny Maja.
Jako bratr zesnulé velké královské manželky – královny Teje byl Aj faraonovým prastrýcem a zároveň zřejmě dědem jeho mladé choti Anchesenpaaton/Anchesenamon. Díky tomu vystupoval v té době jako jeden z faraonových nejbližších žijících příbuzných. I proto se stal vezírem a též regentem – tj. zástupcem krále v době jeho nezletilosti, jeho rádcem a vychovatelem. Díky nepochopení Ajeho pozice a titulu regenta v jeho době, označují některé zdroje Ajeho za spolukrále Tutanchamona. Toto označení mu ale nepřísluší. Většina (především starší) literatury z Ajeho též zkratkovitě činí nejmocnějšího muže té doby, pravda je však dle novějších poznatků a výzkumů, poněkud komplikovanější, jak osvětluje následující pasáž.
Vedle Ajeho byl, jak jsme si již řekli, nejvýše postaveným mužem tehdejšího Egypta vojevůdce Haremheb. Ten se z rozhodující pozice vrchního vojenského velitele a vlivného úředníka stal dalším regentem mladého panovníka. Podle egyptologů Jacobuse van Dijka, Tobyho Wilkinsona či českých autorů Dějin Egypta z r. 2009 – byl Haremheb dokonce regentem rozhodujícím. Tomu nasvědčují i Haremhebovy vysoké posty, včetně titulů: „králův zástupce na všech místech“, „dohlížitel všech králových úřadů“, „dohlížitel nad správci Obou břehů“ a titul: „dědičný princ Horního a Dolního Egypta“, jenž z Haremheba činil předpokládaného dědice trůnu, kdyby mladičký faraon zemřel bez potomků.
Ačkoliv měl tedy Haremheb jako nejvyšší vojenský velitel, faraonův dědic a regent potenciál stát se skutečně nejsilnějším mužem státu (kterým dle všeho de facto byl), pragmaticky svou moc v celé šíři nikdy neuplatnil, na Ajeho vysloveně nezaútočil a raději s ním spolupracoval. Jedním z důvodů byl fakt, že za oběma politiky stálo obdobně silné zázemí. Aj měl jakožto příbuzný 18. dynastie a letitý úředník větší slovo přímo u královské rodiny a dvora a zároveň měl silnější pozici mezi vlivným kněžstvem, z něhož vzešel. Naproti tomu Haremheb měl rozhodující slovo u armády (která byla základem jeho moci) a jistě i u některých úředníků a dvořanů. Proto oba muži po většinu času zůstali spíše spojenci, ačkoliv i oni se dostávali do situací, kdy byli spíše rivaly (např. v bezprostředním období po smrti Tutanchamona a zřejmě i v otázce Ajeho nástupce).
Svého dětského svěřence Aj (vedle Haremheba, Maje ad.) instruoval, aby se navrátil k původním egyptským kultům v čele s bohem Amonem, a tím zastavil a zvrátil velkou společenskou, hospodářskou a mocenskou krizi egyptského státu, zapříčiněnou reformami jeho otce a předchůdce Achnatona. Aj s Haremhebem a Majem se ukázali být velmi schopnými úředníky a snažila se v době Tutanchamonovy vlády zemi nábožensky rehabilitovat a politicky obnovovat. Tím tito úředníci přispěli k obnově země do spořádaného a prosperujícího stavu.
Aj byl též jednou z osobností, které stály v pozadí přesunu Tutanchamona dvora (na počátku jeho vlády) z tehdejšího hlavního města Achetatonu do někdejší hlavní egyptské metropole Memfidy. V tomto novém sídelním městě Tutanchamona (a nepochybně i v důležitějších Thébách) Aj po léta žil a spoluřídil faraonovu vládu.

## Na trůnu faraonů

### Nečekaný nástup

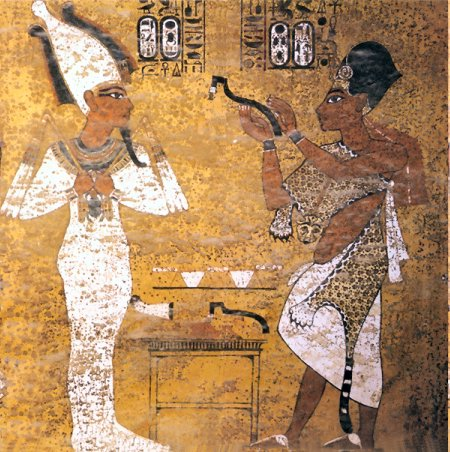
Aj (vpravo), oděný jako kněz „sem“ (jenž míval při pohřbu leopardí oděv), provádí tzv. obřad „otevírání úst“ u svého zesnulého předchůdce Tutanchamona. Ten je zde vyobrazen v podobě božského krále Usira. Důležitý pohřební obřad měl mumiím navracet životní schopnosti. Nástěnná malba z Tutanchamonovy hrobky (KV 62), cca 1329 či 1318 př. n. l.

Po zhruba 10 letech vlády Tutanchamona, po jeho nečekaném skonu v jeho cca 19 až 20 letech, nastoupil „Božský otec“ Aj kvapně k vládě. Tím dočasně vyřadil ze hry o trůn – generála Haremheba.
Dnes se na základě moderních průzkumů Tutanchamonovy mumie soudí, že mladý faraon zemřel na následky pádu z vozu. Dříve se ovšem též objevovala teorie, že mladík zemřel na následky úkladu. Někteří badatelé, např. Nicholas Reeves, pak přičítali jeho odstranění právě Ajemu. Toto nařčení však bylo (s novým závěrem o faraonově smrti) přesvědčivě vyvráceno.
Jelikož mladší a ráznější vojevůdce Haremheb nosil za Tutanchamona titul: „dědičný princ Horního a Dolního Egypta“, je zřejmé (jak již výše osvětleno), že právě on byl předurčeným Tutanchamonovým dědicem. Haremheb byl ovšem v době skonu zřejmě zaměstnán bojem s Chetity nebo se trůnu ve prospěch starého Aje zřeknul. Možná nechtěl riskovat případný ozbrojený konflikt a tím i další oslabení Egypta, navíc mohl u letitého Ajeho očekávat brzkou smrt a tím samovolné vyřešení situace. Ambiciozní Aj tedy využil nabízené situace a nastoupil na trůn sám.

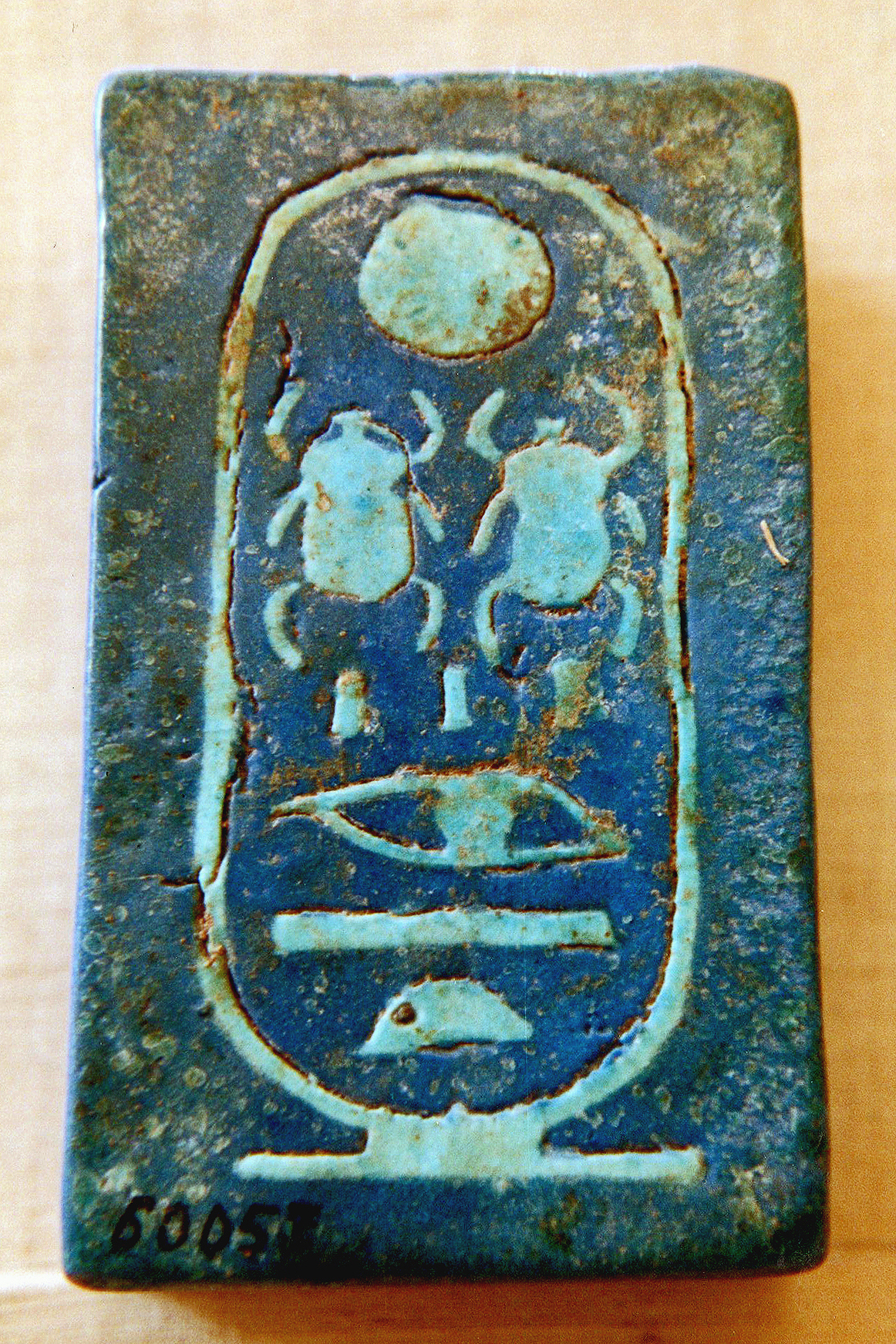
Ajeho panovnická kamenná kartuš s jeho trůnním jménem „Chepercheperure, iri Maat“ (Osvětlení jména viz v textu zcela nahoře).

Jako faraon přijal Aj II. (jak je již na začátku podrobně rozebráno) oficiální trůnní jméno „Chepercheperure“, což by se dalo přibližně přeložit jako: „Věčné jsou projevy R(e)a“. Stalo se tak již v jeho pokročilém věku (uvádí se, že mu bylo již cca 60 či dokonce až 70 let). Svého předchůdce osobně při pohřební ceremonii ve známém Údolí králů u Théb urychleně pohřbil a zařídil mu i důstojnou (byť malou) hrobku (KV 62). Tu si s největší pravděpodobností původně budoval pro vlastní potřebu. Urychleným pohřbem mladého faraona si svým způsobem pojistil své postavení. Podle egyptských tradic totiž ten, kdo uspořádal pohřeb nebožtíka, byl jeho právním nástupcem, ať s ním byl či nebyl spřízněn.

### Sňatek s Anchesenamon a styl vlády
V době nástupu na trůn, který si Aj pojistil také sňatkem s královnou Anchesenamon, již pravděpodobně neměl příliš vysoké ambice, výborně se však stále orientoval ve správním systému a politice tehdejší říše. Díky svému věku ovšem vládl poměrně krátkou dobu a to mezi 3 až 4 lety (obvykle se uvádí 4 roky). Přesto nepolevil v kurzu svého královského žáka, který kdysi sám pomáhal vytyčovat, a pokračoval (za pomocí vojevůdce Haremheba ad.) v uklidňování situace v zemi a v obnovování mocenských pozic Egypta.
Jako panovník tedy navázal Aj na své a Haremhebovy snahy (z doby předchozího spoluregentství), a nadále se zasazoval o návrat práva a bezpečnosti, podporoval hospodářský rozvoj, vojenskou politiku země (tj. znovuzískání odpadlých vazalů či provincií) a pokračoval v rušení nešťastného Atonova kultu. Přesto mnoho palčivých otázek zůstalo nevyřešeno. Nepodařilo se dostatečně odstraňovat nebývale vzrostlou korupci či rozsáhlou kriminalitu. S těmito posledními úkoly si zdárně poradil až Ajův nástupce – Haremheb. Pokud počínání starého monarchy shrneme, připravoval Aj II. svými kroky pevné základy pro brzký velmocenský rozvoj Egypta, který vrcholil za vlád faraonů Sethiho I. a Ramesse II. z nastupující 19. dynastie.

### Haremheb stále v popředí egyptské politiky
Ještě za Ajeho vlády se generál Haremheb možná stal jeho spoluvládcem (v tomto případě tzv. spoluregentem, a tím i následníkem). Tuto královskou spoluvládu se ale zatím nepodařilo přesvědčivě prokázat. Spoluvládě odporuje např. teorie o nástupci Aje v osobě jeho syna Nachtmina. Na druhou stranu, spoluvládcem se mohl Haremheb stát teoreticky v době, když již Nachtmina nebylo. Aj by totiž již neměl jiného dědice, proto mohl Haremheba za svého konečného nástupce přece jen akceptovat a následně provolat.

### Zhodnocení Ajeho osoby – jakožto vládce
Aj byl posledním faraonem, jehož řadíme do tzv. Amarnského období. Ačkoliv byl původně velmi blízkým spolupracovníkem, rádcem, (dle závěrů současných egyptologů zřejmě též) tchánem Achnatona a spolutvůrcem jeho reforem, dokázal na svoji stranu znovuzískat obyvatele mocných Théb, kteří byli nadále oddáni původnímu kultu Amona a dalších egyptských bohů.
Díky svému věku a zkušenostem byl Aj považován v Egyptě jistě za mudrce, čemuž napomohl také fakt, že po celou svoji kariéru se pravděpodobně snažil postupovat v souladu s všeobecně uctívanou bohyní Maat, jež byla symbolem řádu, pořádku, spravedlnosti, zákonnosti, správného chování a harmonie světa – obsaženého též pod pojmem „Maat/maat“. Tím se odlišoval od svého někdejšího chlebodárce – faraona Amenhotepa IV./Achnatona.

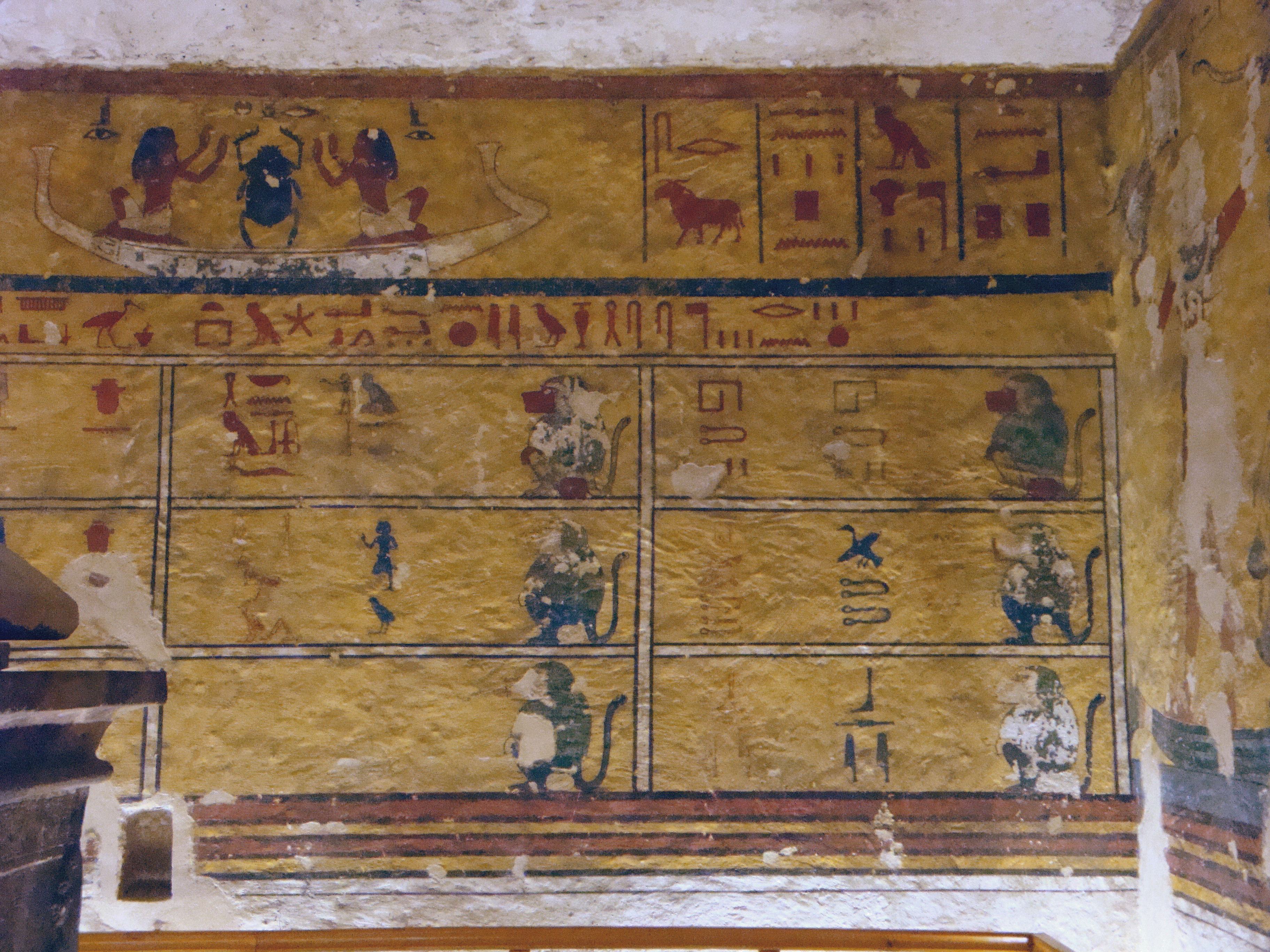
Ajova hrobka (KV (dříve WV) 23) v tzv. Údolí opic neboli Západním údolí, jež je součástí Údolí králů. Fresky zobrazují zbožštěné opice, podle nichž se hrobka nazývá. Původně si hrobku pro sebe zřejmě připravoval faraon Tutanchamon.

## Smrt a místo posledního odpočinku
Aj II. zesnul po (zřejmě necelých) cca 4 letech samostatné a relativně úspěšné, byť poněkud nevýrazné, vlády. Na onen svět odešel ve vyšším věku, neboť mu již zřejmě bylo více než 60 či dokonce 70 let. Jeho syn a nástupce Nachtmin asi předčasně zemřel či podlehnul Haremhebovi. Proto se stal Ajeho přímým dědicem – právě Haremheb.

### Ajeho hrobka v Údolí králů
Nový vládce nechal (dle tradic 18. dynastie) zesnulého uložit do hrobky [[KV (dříve WV) 23]] v Západním údolí (neboli v tzv. Údolí opic). Údolí je západním výběžkem známého Údolí králů, které najdeme na západním břehu thébské megapole. Faraonovým pohřebištěm se stala rozlehlá tzv. „Opičí hrobka/Hrobka opic“ (arab. „Báb el Gurud“), která získala název dle maleb (oblíbených) 12 zbožštěných paviánů, kteří představují bohy jednotlivých nočních hodin. Místo bylo s největší pravděpodobností původně určeno pro předešlého faraona Tutanchamona, kterému Aj postoupil svou mnohem menší hrobku (jak je již výše naznačeno). Tutanchamonovu hrobku, která v době mladíkovi smrti nebyla zřejmě ani dokončená, si tedy Aj přivlastnil. Musíme též poznamenat, že někteří odborníci soudí, že tato hrobka mohla být dokonce prapůvodně budována pro Amenhotepa IV./Achnatona v době, než se tento panovník rozhodnul přestěhovat dvůr do Achetatonu.
Hrobní komplex, vystavěný na přímočaré (přibližně) severojižní ose, sestává ze dvou navazujících chodeb, dvou schodišť, předsíně, velké pohřební komory a přístavku (pro další pohřební výbavu). Památku pro svět roku 1816 znovuobjevil italský dobrodruh a badatelem Giovanni Battista Belzoni. Památka je dodnes poměrně dobře zachována a je přístupná veřejnosti. Najdeme v ní zajímavé (byť kdysi záměrně a značně poškozené) cykly maleb s unikátním výjevem lovu ptáků v mokřinách a krásný zrestaurovaný panovníkův sarkofág (tumbu) z červeného křemence. Hrobní schrána sem byla navrácena v roce 1972, když před tím podstoupila rozsáhlý restaurátorský zásah, jenž jí navrátil její někdejší krásu. Ajeho sarkofág je svým tvarem, použitým materiálem a dekorativním rozvrhem velmi podobný sarkofágu Tutanchamona. Sarkofág svého předchůdce dost možná Aj nechal dokonce vyhotovit, pokud schrána již nebyla vytesána za předchozí Tutanchamonovy vlády. V každém případě, inspirace prvně vyrobeným sarkofágem je u Ajeho pozdější tumby více než zřejmá.

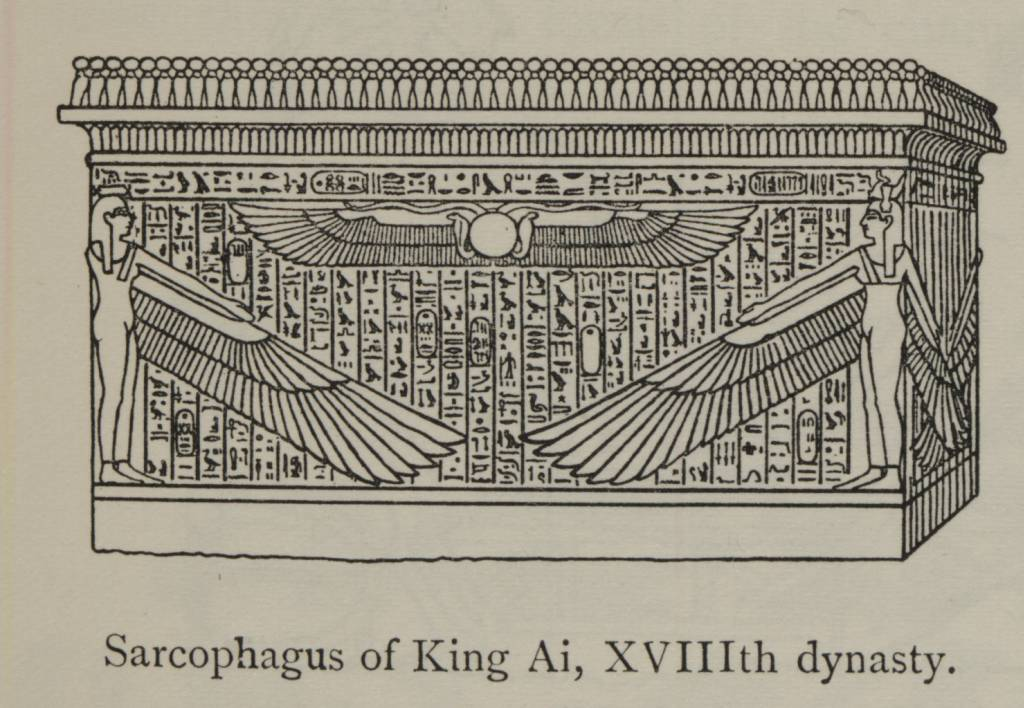
Sarkofág krále Aje II. z červeného křemence z jeho hrobky KV (dříve WV) 23 v Západním údolí (v tzv. Údolí opic) u Théb. Rytina neznámého autora z r. 1902.

### Ajeho ostatky
Ajeho mumie nebyla prozatím nalezena, buď byla zničena nebo druhotně přenesena do jiné hrobky či skrýše. Pokud byla zničena, mohlo k tomu teoreticky dojít již za vlády Haremheba, kdy zřejmě došlo ke zneuctění Ajeho pohřebiště. Jelikož se ale zdá, že Ajův nástupce neničil jiné amarnské mumie (jež se nám dochovaly), je tato teorie méně pravděpodobnou.
Ajeho mumie tak mohla být spíše uschována kněžími-strážci hrobek v období velkého vykrádání královského pohřebiště za vlády 20. dynastie. Tehdy byly do dvou nedalekých skrýší tajně přeneseny desítky mumií panovníků a příslušníků jejich rodin. V objevených depozitech však Ajeho mumie nebyla dosud identifikována či v nich nikdy vůbec nebyla. Existuje tedy jistá možnost, že ostatky Aje II. jsou dosud uloženy v jiném neznámém úkrytu.

### Ajeho původní hrobka v Achetatonu
V druhé starší hrobce Aje (tzv. Jižní hrobka č. 25), vyhloubené u opuštěné metropole Achetatonu, je dodnes zachována nejúplnější verze náboženského textu: „Velký chvalozpěv na Atona“ neboli „Chvalozpěv na Slunce“.  Ten dosvědčuje původní politicko-náboženskou orientaci Aje v době Achnatonově, Smenchkareho a na počátku vlády Tutanchamona. Tuto svou velkolepou a rozlehlou hrobku již na počátku vlády Tutanchamona opustil, z důvodů přesídlení dvora a obrácení kurzu svého svěřence.

### Ajeho zádušní chrám
Aj, podobně jako jiní faraoni, si nechal vystavět zádušní chrám, (který byl dříve stavěn asi pro Tutanchamona), kde se uctíval jeho kult. Tento chrám stojí poblíž Džametu (dnešního Medínit Habu) na západním břehu Nilu v Thébách, tj. zhruba naproti známého chrámu v Luxoru. Ajeho zádušní chrám byl vzápětí usurpovaný a rozšířený Haremhebem. Chrám byl později vážně poškozen přívalovými dešti a není tedy příliš dobře zachován.

## Další osudy Ajeho choti Anchesenamon
Osud královny Anchesenamon zůstává neznámý. Snad zemřela již za vlády Ajeho, neboť pro dobu vlády faraona Haremheba o ní nemáme již žádné informace. Haremheb se s ní – jako s velkou dědičnou princeznou Egypta – již neoženil a trůn si pojistil pouze osobou Ajovy pravděpodobné dcery Mutnedžemet.
Na druhou stranu nemůžeme zcela vyloučit ani verzi, že zesnula až za vlády Ajova nástupce, kterému postačil k nárokování trůnu dřívější sňatek s princeznou Mutnedžemet. Pak by Anchesenamon mohla teoreticky dožít např. v některém z prestižních egyptských harémů. Do ciziny či pod svůj stav (tj. za nikoho jiného než za faraona) se provdat již (dle egyptských pravidel) ani nemohla. Tato úvaha je ale spíše méně pravděpodobným scénářem.
Anchesenamon byla pohřbena jistě se vší důstojností na západním břehu Théb a to zřejmě v Údolí králů, neboť Údolí královen bylo využíváno pro pohřby panovnic až od 19. dynastie. Později byla její mumie pravděpodobně přemístěna a podle nedávných zjištění vědců z týmu Dr. Zahi Hawasse, se dokonce asi zachovala i její mumie. S královnou se totiž může zřejmě ztotožnit (na podkladě genetických ad. srovnávacích testů), byť ne ještě stoprocentně, již dříve nalezená mumie mladé dámy z hrobky KV 21 v Údolí králů.

## Ajeho nástupce Haremheb a Ajeho„vymazání z dějin“

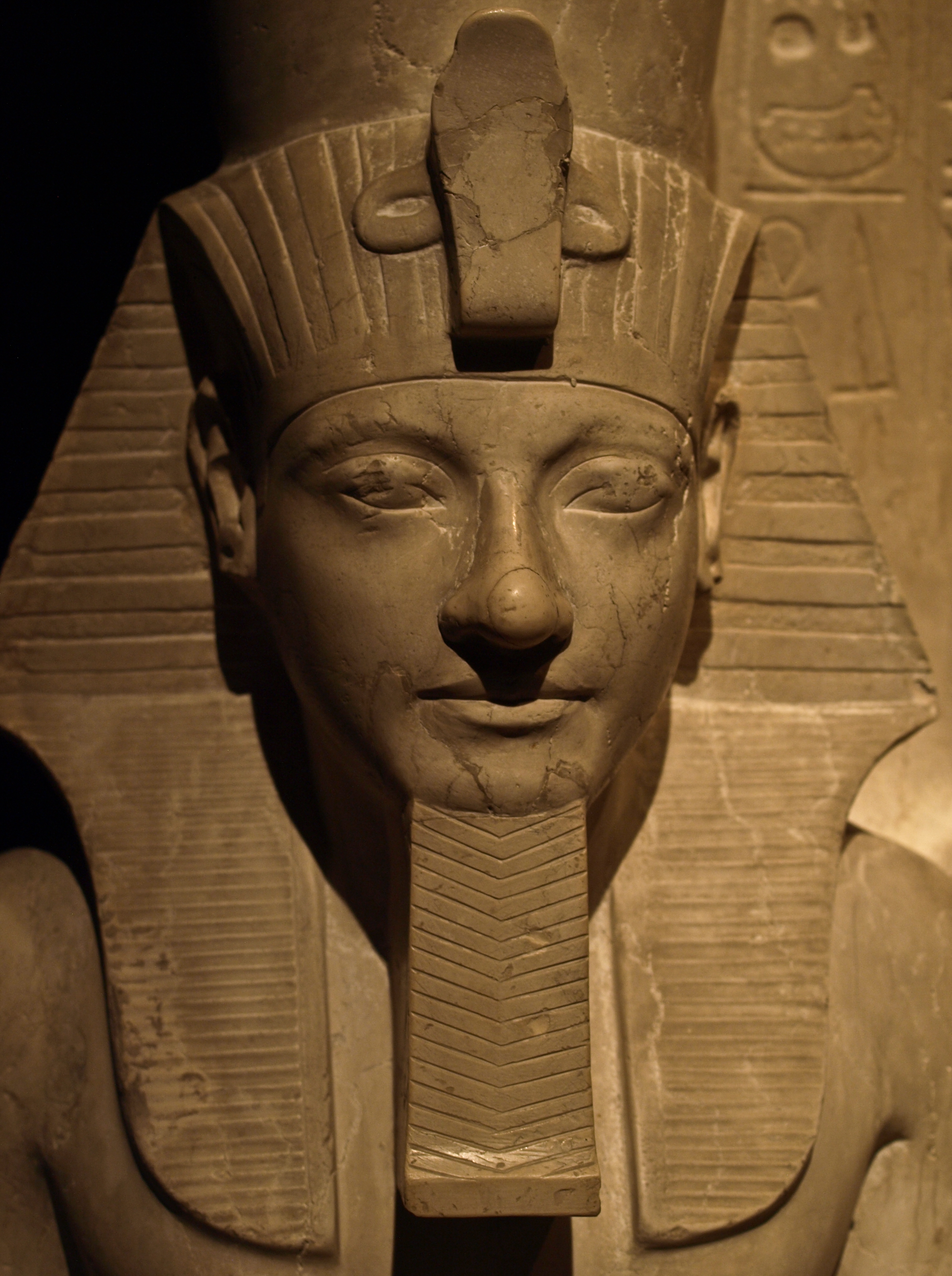
Ajův spolupracovník, nástupce a zřejmě i zeť – faraon Haremheb. (Kunsthistorické muzeum, Vídeň).

Po smrti Ajeho nastoupil na trůn jeho letitý spolupracovník a rival Haremheb, spřízněný s Ajem sňatkem s jeho dcerou Mutnedžemet. Tento sňatek mu formálně pojistil jeho nárok na trůn.
Haremheb byl velmi úspěšným panovníkem a vládl nejméně 22 až 23 let. Jen díky shodě okolností se stal posledním faraonem 18. dynastie, ačkoliv s touto dynastií byl spřízněn zřejmě jen vzdáleně a nepřímo.
Své amarnské předchůdce – proklínaného Achnatona a jeho choť Nefertiti, dále Smenchkareho, Tutanchamona, ale i Ajeho, se Haremheb snažil vymazat z obecného povědomí. Důvodem byl fakt, že osoby těchto faraonů byly čím dál více považovány za příliš spjaté s kacířským kultem Atona, tj. s nešťastnými reformami Achnatona a s následnou hlubokou krizí egyptského státu. Proto se také Haremheb prohlásil za přímého nástupce „neposkvrněného“ faraona Amenhotepa III. (začal své roky vlády počítat od Amenhotepovy smrti) a začal důkladně vymazávat své nedávné předchůdce ze seznamu králů. Díky tomuto rozhodnutí byly ve velkém ničeny jejich sochy, reliéfy, kartuše se jmény, malby, písemnosti ad. památky, jež je dosud připomínaly. Ajův nástupce se zřejmě nezastavil ani před některými hrobkami a zřejmě vyplenil i hrobku samotného Ajeho, jehož Haremheb před časem na onen svět sám vyprovodil. Což je poněkud paradoxní tečkou za osudy Aje II., který Haremhebovi umožnil nástup na trůn.
V Haremhebově úsilí „vymazání dějin“ úspěšně pokračovali i jeho nástupci z 19. dynastie, takže o králích Amarnského období toho víme stále poměrně málo.

## Ikonografie (galerie souvisejících vyobrazení)

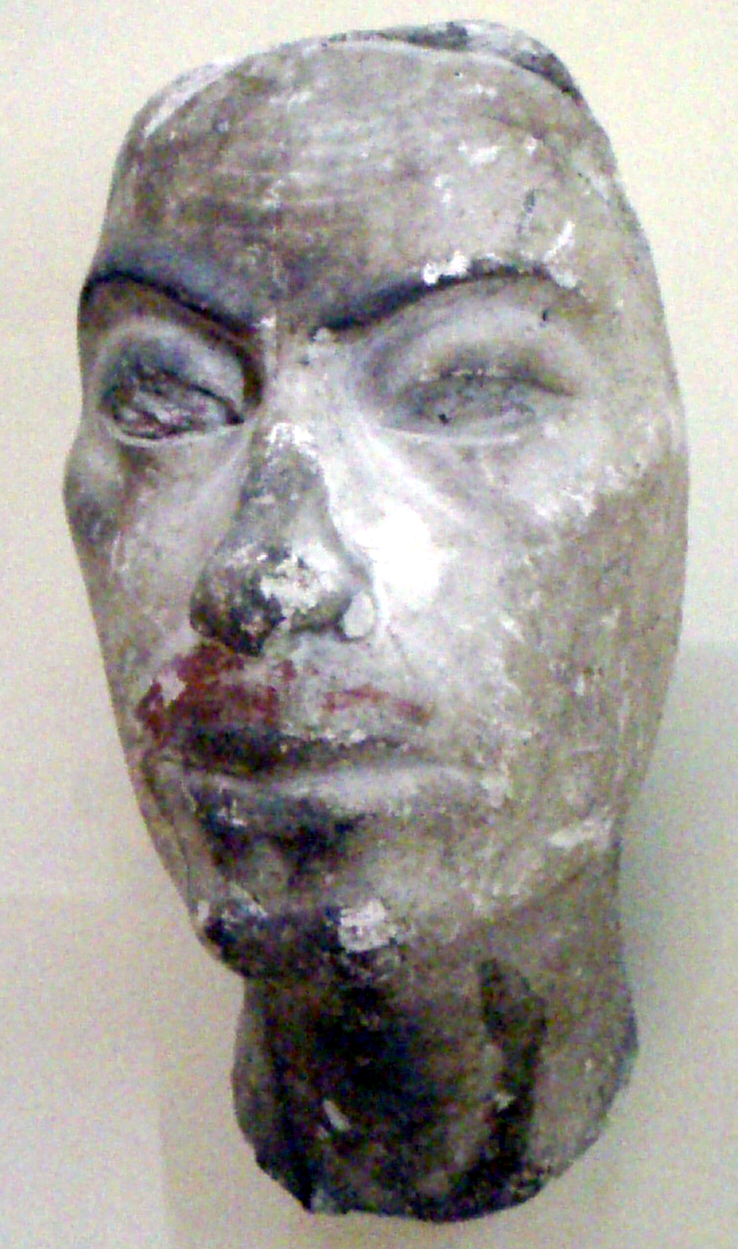
Realistický Ajeho portrét od sochaře Thutmose z profilu. Dnes uloženo v Egyptském muzeu v Berlíně. (Obrázek téhož díla v čelním pohledu je v infoboxu nahoře.)
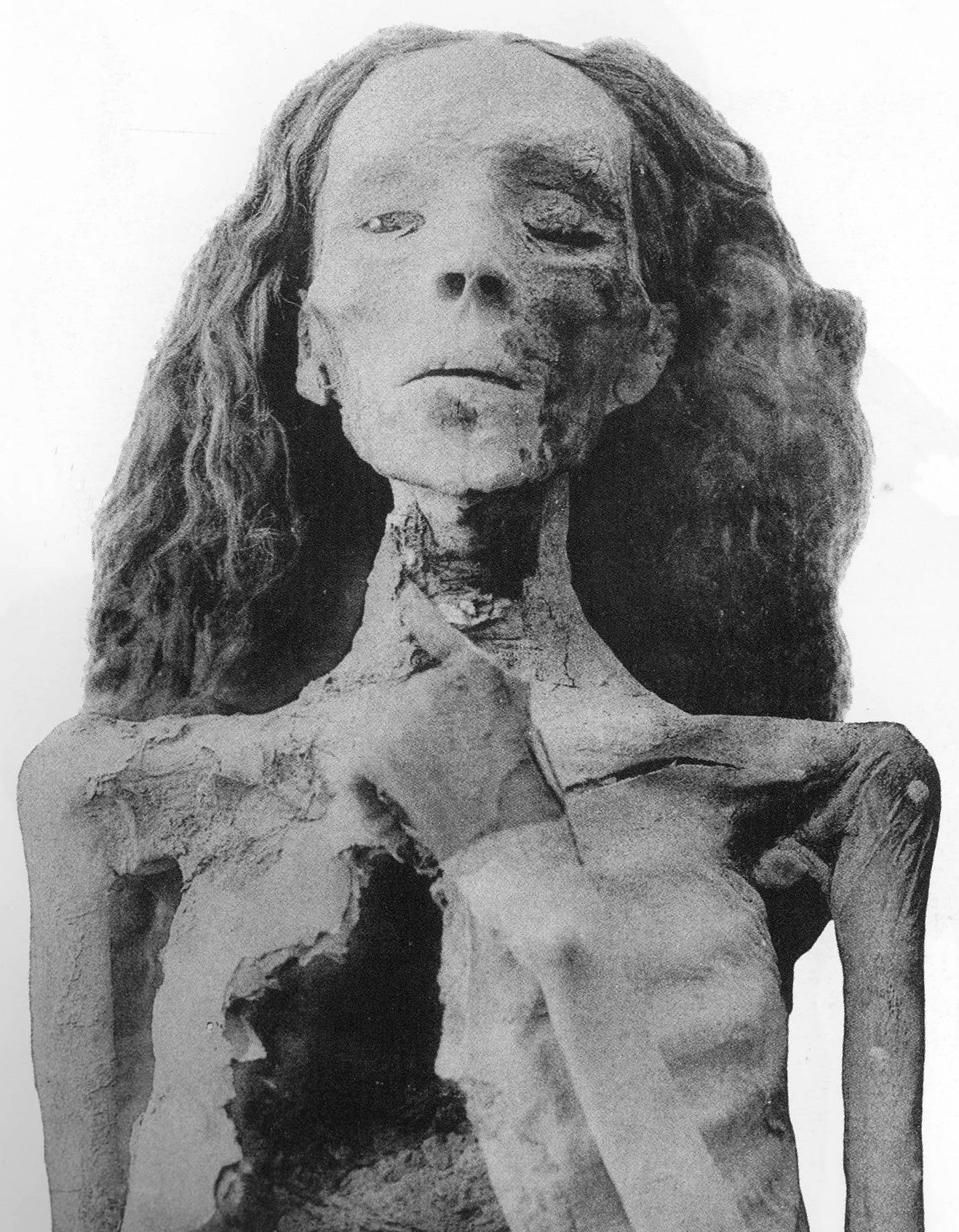
Nedávno identifikovaná mumie[114] Ajovy (pravděpodobné) sestry – královny Teje. Fotografie Graftona Elliota Smitha z roku 1912. Mumie, nalezená v hrobce KV 35 v Údolí králů byla před identifikací známá pod jménem: „Starší dáma“. Dnes je uložená v Egyptském muzeu v Káhiře.
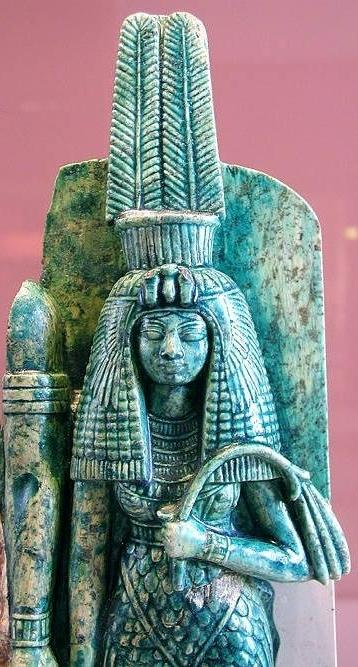
Krásné kamenné zpodobnění (pravděpodobné) Ajeho sestry – velké královské manželky – královny Teje. Dnes uloženo v pařížském Louvru.
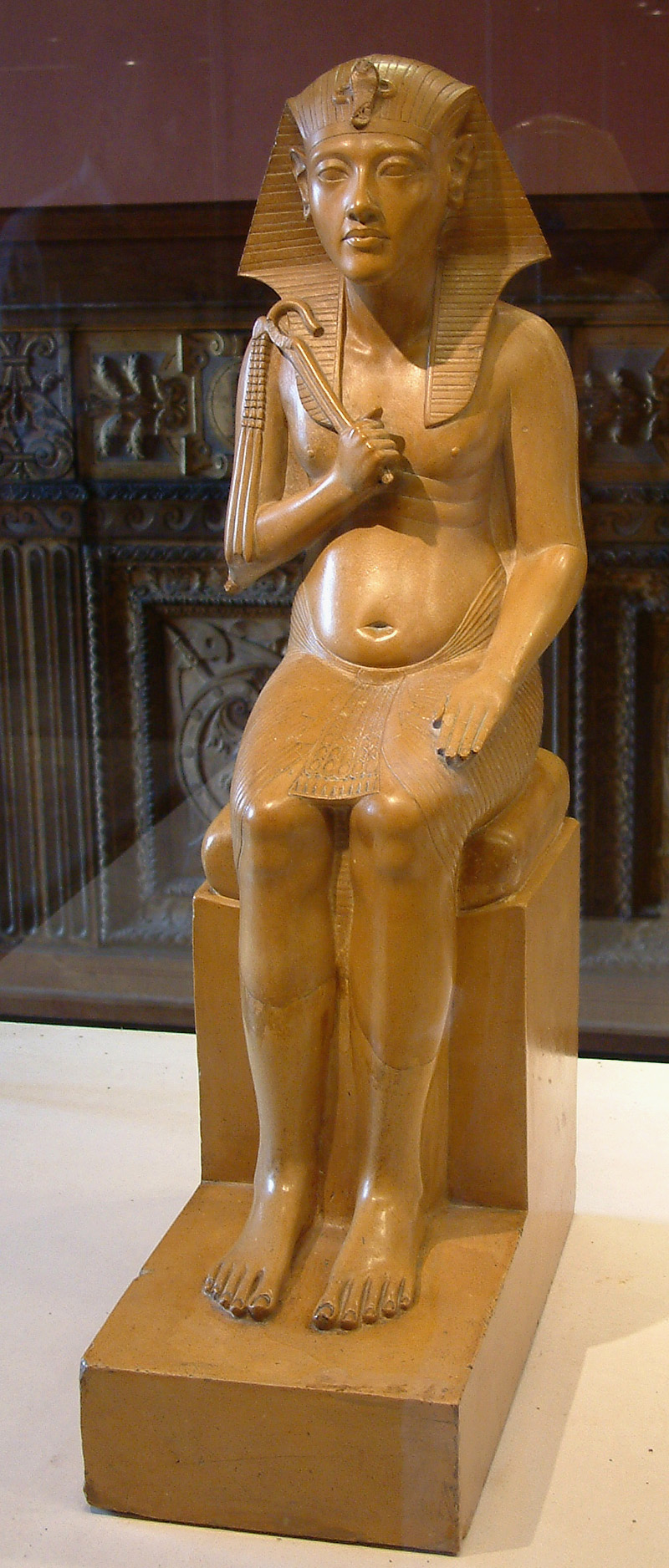
Panovník (nejpravděpodobněji Amenhotep IV./Achnaton) v trůnící panovnické pozici.
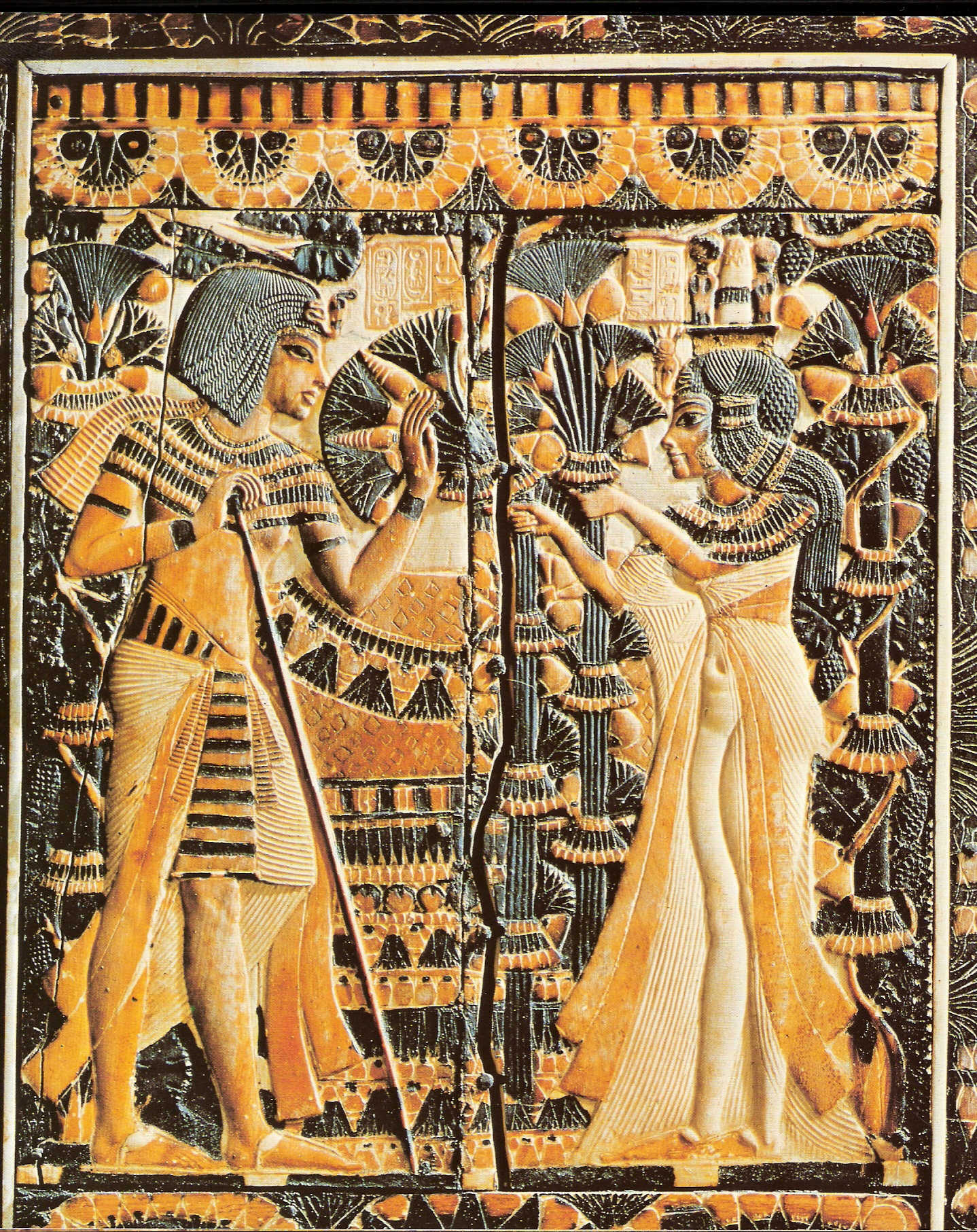
Další vyobrazení Tutanchamona s královnou Anchesenamon. Reliéf z Tutanchamonovy hrobky, Egyptské muzeum v Káhiře.
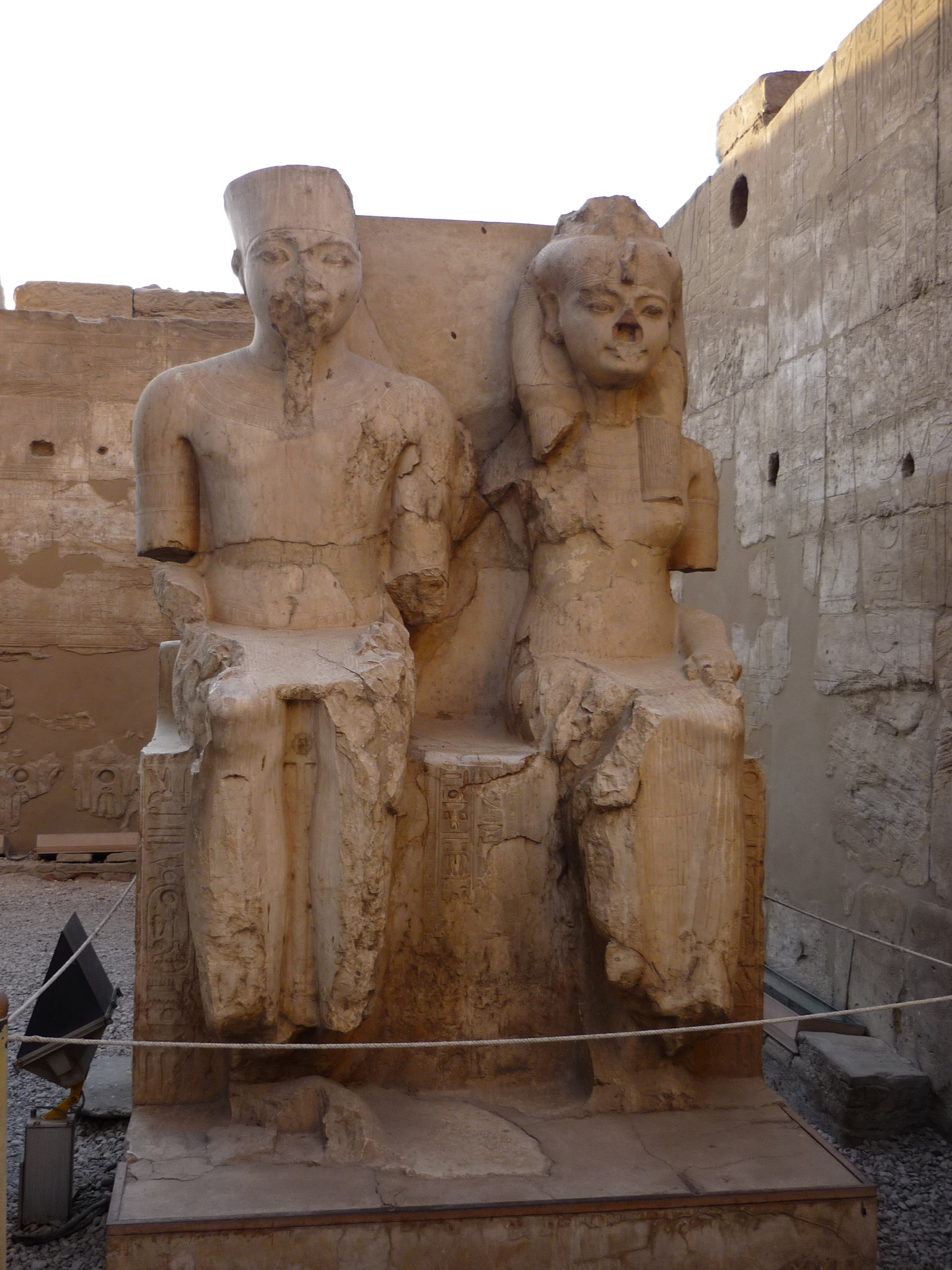
Trůnící faraon Tutanchamon s královnou Anchesenamon. Oficiální sousoší objevené ve Velkém chrámu v Luxoru.
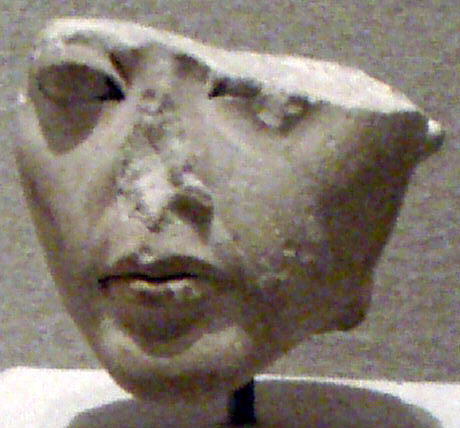
Zlomek tváře Anchesenpaaton/Anchesenamon ze sbírek newyorského Brooklynského muzea.
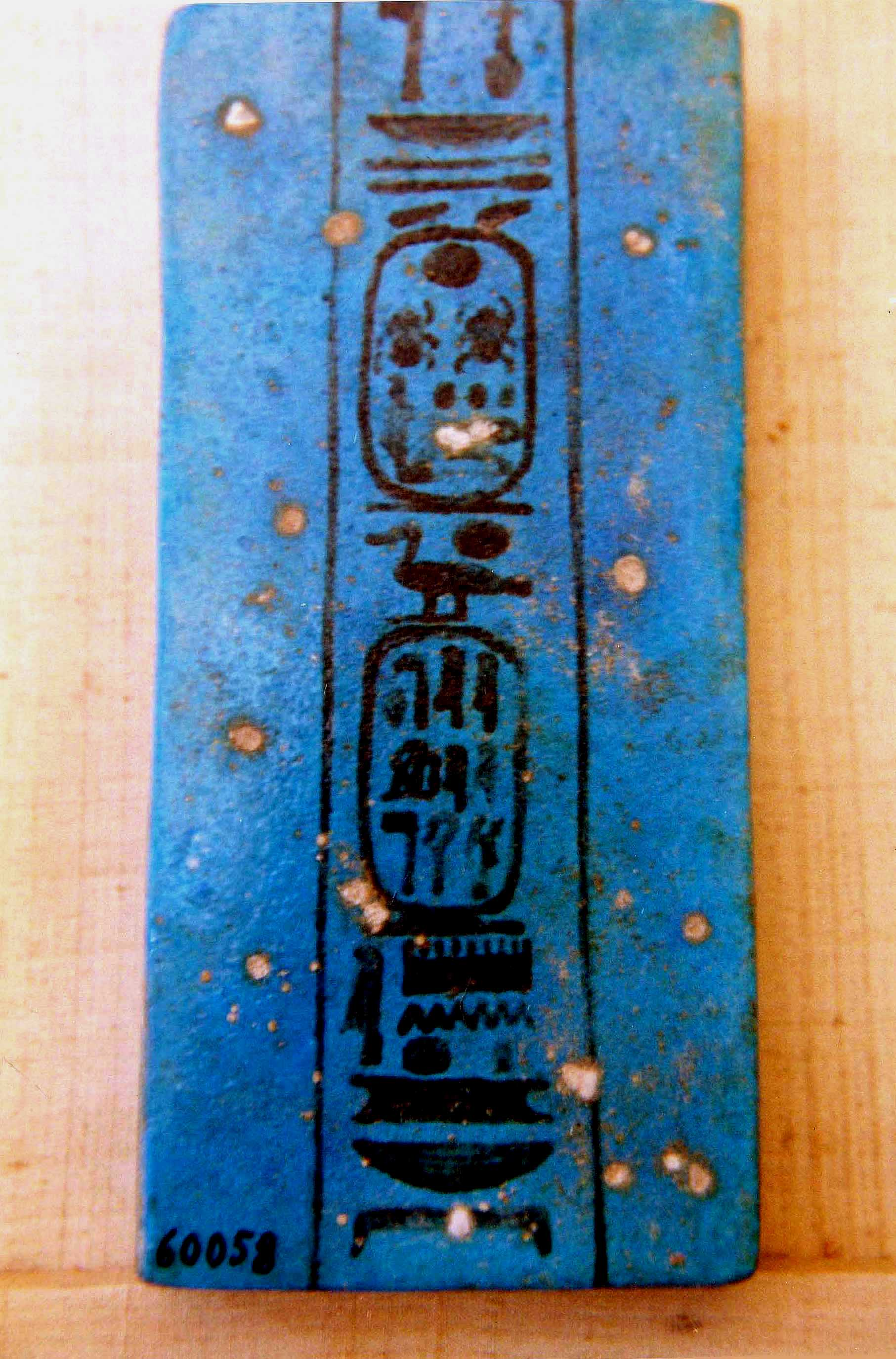
Fajánsová deska s královskou titulaturou faraona Aje II. Dnes uloženo v Egyptském muzeu v Káhiře.
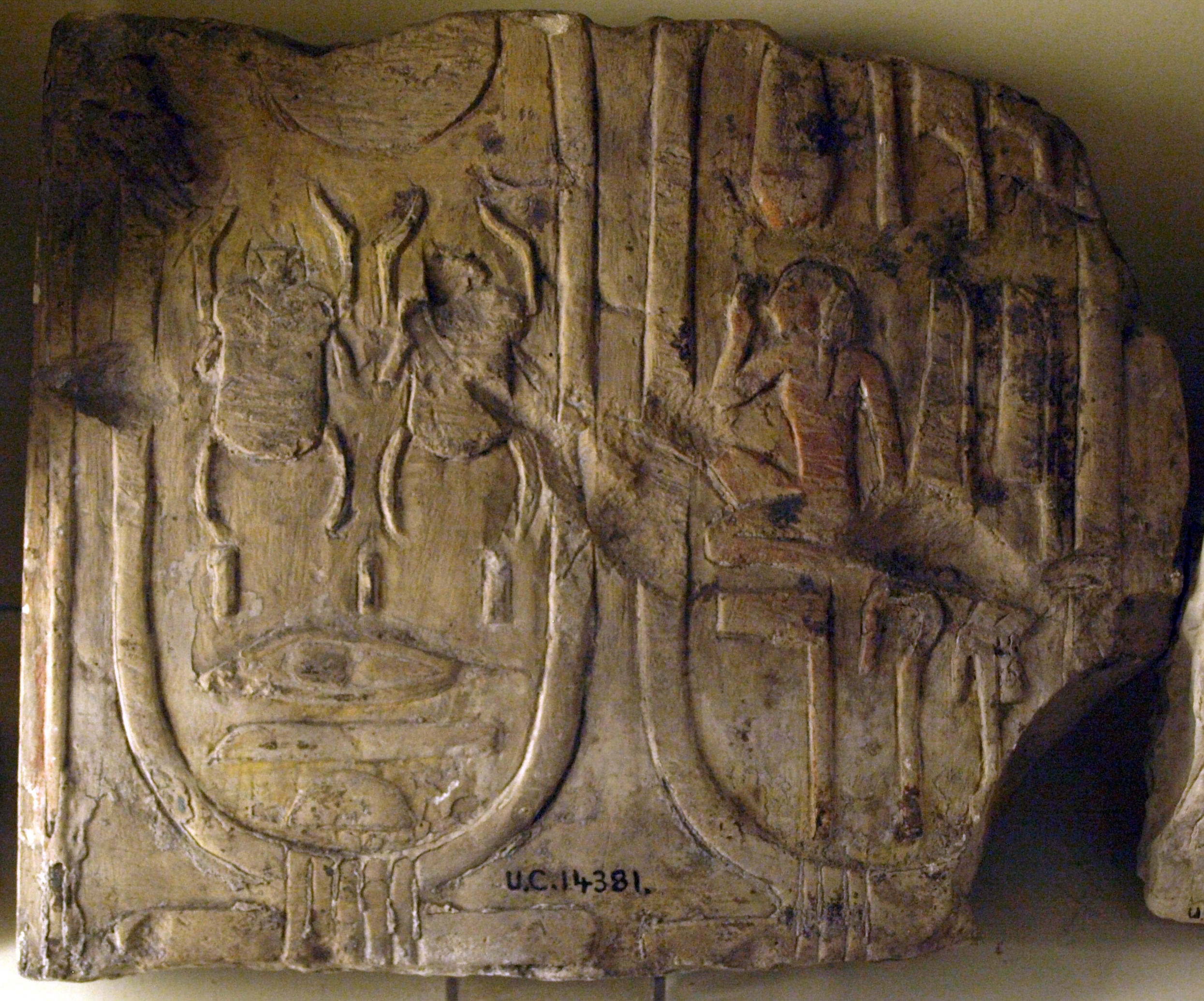
Fragment kartuše Aje II. Dnes uloženo v Petrie Museum of Egyptian Archaeology v Londýně.
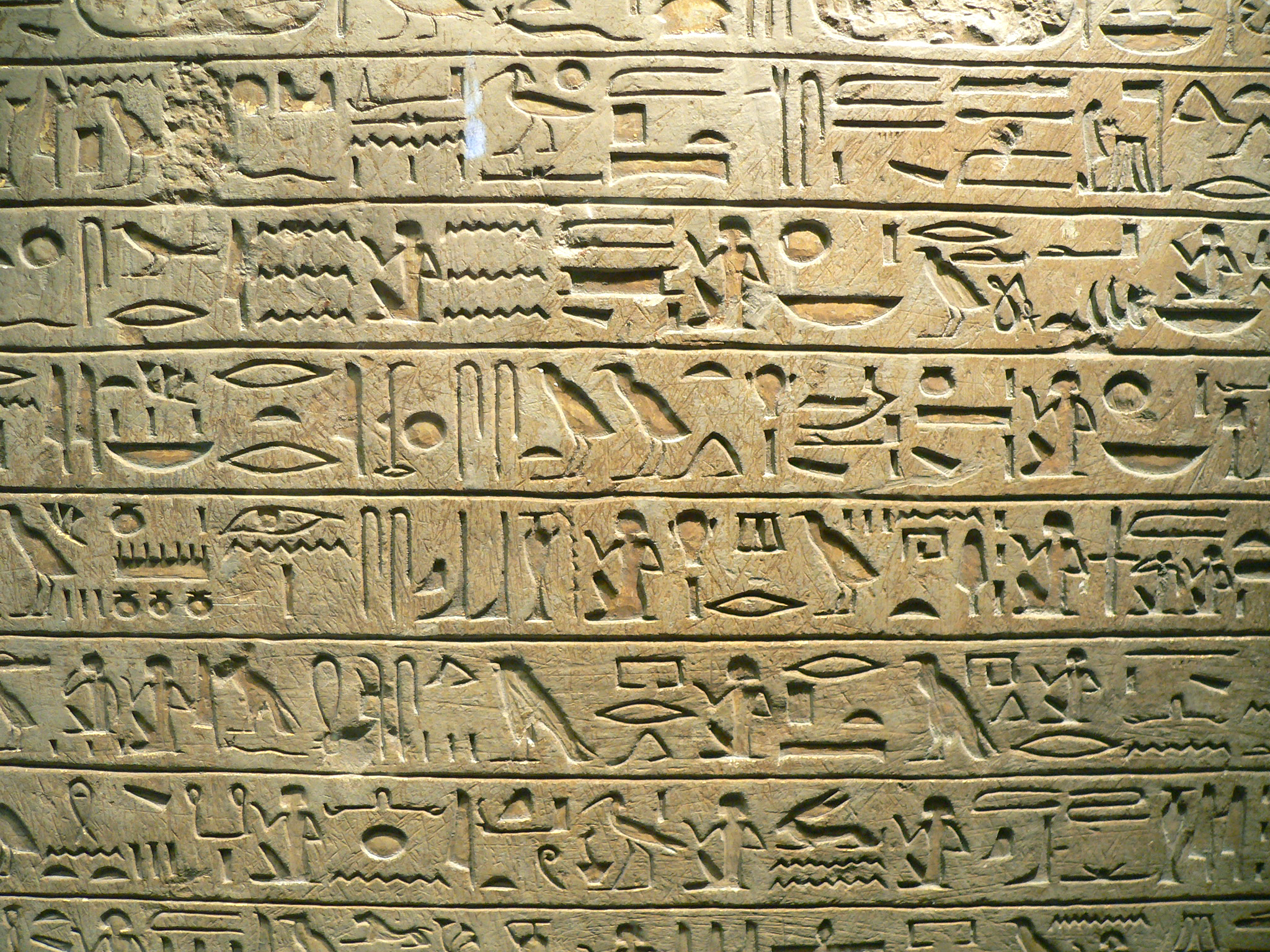
Detail vápencové tzv. Minnakhtovy stély s právním textem (hieroglyfy) z doby Aje II. Nalezeno v Achmínu. Dnes uloženo v pařížském Louvru.